# (350) Ornamenta
(350) Ornamenta ist ein Asteroid des äußeren Hauptgürtels, der am 14. Dezember 1892 vom französischen Astronomen Auguste Charlois am Observatoire de Nice bei einer Helligkeit von 12 mag entdeckt wurde.
Der Asteroid ist benannt „zur Erinnerung an den Seefahrer Hornemann aus Holland, dessen Sohn ein sehr eifriges Mitglied der Société astronomique de France ist.“ (L’Astronomie, Bd. 11, 1897, S. 332).

## Wissenschaftliche Auswertung
Aus Ergebnissen der IRAS Minor Planet Survey (IMPS) wurden 1992 Angaben zu Durchmesser und Albedo für zahlreiche Asteroiden abgeleitet, darunter auch (350) Ornamenta, für die damals Werte von 118,4 km bzw. 0,06 erhalten wurden. Eine Auswertung von Beobachtungen durch das Projekt NEOWISE im nahen Infrarot führte 2011 zu vorläufigen Werten für den Durchmesser und die Albedo im sichtbaren Bereich von 99,5 km bzw. 0,08. Nach neuen Messungen mit NEOWISE wurden die Werte 2014 auf 121,4 oder 128,7 km bzw. 0,05 korrigiert. Nach der Reaktivierung von NEOWISE im Jahr 2013 und Registrierung neuer Daten wurden die Werte 2015 zunächst mit 101,6 km bzw. 0,05 angegeben und dann 2016 korrigiert zu 116,7 oder 122,3 km bzw. 0,05 oder 0,04, diese Angaben beinhalten aber alle hohe Unsicherheiten. Eine Untersuchung von 2020 bestimmte aus zwei Sternbedeckungen durch (350) Ornamenta einen Durchmesser von 119,0 ± 5,0 km.
Eine spektroskopische Untersuchung von 820 Asteroiden zwischen November 1996 und September 2001 am La-Silla-Observatorium in Chile ergab für (350) Ornamenta eine taxonomische Klassifizierung als Caa- bzw. Ch-Typ.
Die Ergebnisse photometrischer Messungen des Asteroiden vom Dezember 1991 am La-Silla-Observatorium in Chile wurden erstmals im Jahr 1993 veröffentlicht. Aus der aufgezeichneten Lichtkurve wurde eine Rotationsperiode von 9,17 h abgeleitet.
Das Projekt SuperWASP wurde zur Suche nach den Durchgängen von Exoplaneten vor ihren Sternen (Transitmethode) eingerichtet. Es kann jedoch auch zufällig Objekte des Sonnensystems wie Asteroiden und Kometen aufspüren. Zur Überprüfung seiner Zuverlässigkeit in dieser Hinsicht wurden Testläufe mit bereits bekannten Objekten durchgeführt, so erfolgten vom 9. bis 17. Mai 2004 Beobachtungen von (350) Ornamenta. Aus den Beobachtungen konnte eine Rotationsperiode des Asteroiden von 9,156 h bestimmt werden.
Vom März 1999 bis April 2009 erfolgten zahlreiche photometrische Beobachtungen von (350) Ornamenta am Observatorium Borówiec in Polen, am Observatorium Les Engarouines in Frankreich und am South African Astronomical Observatory (SAAO) in Südafrika. Aus den detaillierten Lichtkurven wurde in einer Untersuchung von 2007 eine Rotationsperiode von 9,178 h ermittelt. Außerdem wurde unter Verwendung aller verfügbarer Daten seit 1991 eine Position für die Rotationsachse mit retrograder Rotation und ein dreidimensionales Gestaltmodell berechnet.
Im Jahr 2021 wurde aus archivierten Daten und photometrischen Messungen von Gaia DR2 erneut eine Rotationsachse mit retrograder Rotation berechnet. Die Rotationsperiode wurde dabei zu 9,18041 h bestimmt. Zwischen 2012 und 2018 wurden mit der All-Sky Automated Survey for Supernovae (ASAS-SN) auch photometrische Daten von 20.000 Asteroiden aufgezeichnet. Auf mehr als 5000 davon konnte erfolgreich die Methode der konvexen Inversion angewendet werden, darunter auch (350) Ornamenta, für die in einer Untersuchung von 2021 ein verbessertes dreidimensionales Gestaltmodell für eine Rotationsachse mit retrograder Rotation und einer Periode von 9,1805 h berechnet wurde.
Aus archivierten Daten des Asteroid Terrestrial-impact Last Alert System (ATLAS) aus dem Zeitraum 2015 bis 2018 konnte in einer Untersuchung von 2022 mit der Methode der konvexen Inversion eine Rotationsperiode von 9,1803 h bestimmt werden. Im Jahr 2023 wurde aus photometrischen Messungen von Gaia DR3 erneut ein dreidimensionales Gestaltmodell des Asteroiden für eine Rotationsachse mit retrograder Rotation und einer Periode von 9,1808 h berechnet.